# Premier district congressionnel de la Louisiane
Le 1er district congressionnel de la Louisiane est un de l'État américain de Louisiane. Le district comprend des terres allant de la rive nord du Lac Pontchartrain au sud du delta du fleuve Mississippi. Il couvre la plupart des banlieues de la Nouvelle-Orléans, ainsi qu'une partie de la Nouvelle-Orléans elle-même.
Le district est actuellement représenté par le chef de la majorité républicaine à la Chambre, Steve Scalise. Il a un indice CPVI de R + 23, ce qui en fait le district le plus républicain de Louisiane.

## Histoire
Avant 1974, le 1er district congressionnel était entièrement au sud du lac Pontchartrain. À la suite des changements démographiques reflétés dans le recensement américain de 1970 et du souci de garantir que le 2e district congressionnel était majoritairement afro-américain, le district a été redessiné pour inclure le Northshore. Cela a été fait pour se conformer au Voting Rights Act, adopté en 1965 pour faire respecter les droits constitutionnels des minorités en matière de vote, y compris la possibilité d'élire un représentant de leur choix et de redécouper après les recensements.
En 1974, la législature de l'État a redéfini le 1er district, abandonnant son enceinte au sud du lac et ajoutant la paroisse de St. Tammany, qui borde le lac Pontchartrain au nord, à partir du 6e district. Par la suite, le 1er district a acquis les paroisses de Tangipahoa et de Washington, toutes deux au nord du lac, du 6e district.
En conséquence, le 6e district a abandonné la paroisse conservatrice de Saint-Bernard et d'autres zones au sud du lac au 3e district de 1984 à 2013. Dans l'ensemble, le 1er district est devenu un quartier très sûr pour le Parti Républicain. Avant les années 1960, il était contrôlé par les démocrates, mais les blancs conservateurs se sont réalignés sur le Parti Républicain.
Le nombre d'électeurs inscrits au nord du lac est, à partir de 2008, légèrement plus élevé qu'au sud du lac; cependant, le 1er district n'a pas encore été représenté par un résident du nord du lac Pontchartrain. La reformulation du 1er district afin qu'il entoure pratiquement « le deuxième plus grand lac d'eau salée du pays » a généré une blague locale selon laquelle dans le 1er district de Louisiane, les électeurs sont plus nombreux que les poissons.
Le siège était auparavant occupé par l'ancien Gouverneur Bobby Jindal, qui a été élu après la retraite de David Vitter pour se présenter avec succès au Sénat américain. Les républicains occupent le siège depuis 1977. Cette année-là, Bob Livingston a remporté une élection spéciale après que Richard A. Tonry, qui a remporté le siège en 1976, a été contraint de démissionner et a perdu la primaire démocrate lors de l'élection spéciale.
De 2003 à 2013, le district comprenait principalement des terres sur la rive nord et la rive sud du Lac Pontchartrain, bien qu'il contienne également des zones à l'ouest du lac Pontchartrain. Le district comprenait certaines ou toutes les paroisses suivantes : Washington, St. Tammany, Tangipahoa, Jefferson, Orleans et St. Charles. Il comprenait également les villes de Hammond et Slidell et la plupart des banlieues ouest de la Nouvelle-Orléans, y compris Metairie et Kenner, ainsi qu'une petite partie de la ville elle-même. Le district avait le pourcentage le plus bas de résidents afro-américains parmi la délégation du Congrès des six districts de l'État.
En 2013, Saint-Bernard et les paroisses voisines de Plaquemines ont été renvoyées dans le premier arrondissement après près de 30 ans dans le troisième. Le Premier a également repris une grande partie de la paroisse de Lafourche et la partie la plus au sud de la paroisse de Terrebonne pour la première fois.

## Historique de vote
| Année | Poste     | Résultats              |
| ----- | --------- | ---------------------- |
| 2000  | Président | Bush 67,0 % – 31,0 %   |
| 2004  | Président | Bush 71,0 % – 28,0 %   |
| 2008  | Président | McCain 73,0 % – 26,0 % |
| 2012  | Président | Romney 71,0 % – 27,0 % |
| 2016  | Président | Trump 69,0 % – 27,0 %  |
| 2020  | Président | Trump 68,0 % – 30,0 %  |

## Liste des Représentants du district
| Membre                          | Parti                 | Années                              | Congrès | Histoire électorale | Zone géographique |
| ------------------------------- | --------------------- | ----------------------------------- | --- | --- | --- |
| District établit le 4 mars 1823 |                       |                                     | | | |
| Edward Livingston               | Républicain-Démocrate | 4 mars 1823 - 3 mars 1825           | 18e - 20e | Élu en 1822. Réélu en 1824. Réélu en 1826. Retrait pour se présenter comme Sénateur des États-Unis. | 1823–1833 Ascension, Assomption, Saint Charles, Saint John, Lafourche, Orleans, Saint Bernard, Saint James et Terrebonne                                                                           |
| Edward Livingston               | Jacksonien (en)       | 4 mars 1825 - 3 mars 1829           | 18e - 20e | Élu en 1822. Réélu en 1824. Réélu en 1826. Retrait pour se présenter comme Sénateur des États-Unis. | 1823–1833 Ascension, Assomption, Saint Charles, Saint John, Lafourche, Orleans, Saint Bernard, Saint James et Terrebonne                                                                           |
| Edward Douglass White Sr.       | Anti-Jacksonien       | 4 mars 1829 - 15 novembre 1834      | 21e - 23e | Élu en 1828. Réélu en 1830. Réélu en 1832. Retrait pour se présenter comme Gouverneur et démissionne lorsqu'élu. | 1823–1833 Ascension, Assomption, Saint Charles, Saint John, Lafourche, Orleans, Saint Bernard, Saint James et Terrebonne                                                                           |
| Edward Douglass White Sr.       | Anti-Jacksonien       | 4 mars 1833 - 15 novembre 1834      | 21e - 23e | Élu en 1828. Réélu en 1830. Réélu en 1832. Retrait pour se présenter comme Gouverneur et démissionne lorsqu'élu. | 1833–1843 |
| Vacant                          | Vacant                | 15 novembre 1834- 1er décembre 1834 | 23e | | 1833–1843 |
| Henry Johnson                   | Anti-Jacksonien       | 1er décembre 1834 - 3 mars 1837     | 23e - 25e | Élu pour terminer le mandat de White. Réélu en 1836. Retrait pour se présenter comme Gouverneur de Louisiane. | 1833–1843 |
| Henry Johnson                   | Whig                  | 4 mars 1837 - 3 mars 1839           | 23e - 25e | Élu pour terminer le mandat de White. Réélu en 1836. Retrait pour se présenter comme Gouverneur de Louisiane. | 1833–1843 |
| Edward Douglass White Sr.       | Whig                  | 4 mars 1839 - 3 mars 1843           | 26e, 27e | Élu en 1838. Réélu en 1840. Retrait. | 1833–1843 |
| John Slidell                    | Démocrate             | 4 mars 1843 - 10 novembre 1845      | 28e, 29e | Élu en 1842. Réélu en 1844. Démissionne. | 1843–1853 |
| Vacant                          | Vacant                | 10 novembre 1845 - 29 janvier 1846  | 29e | | 1843–1853 |
| Emile La Sére (en)              | Démocrate             | 29 janvier 1846 - 3 mars 1851       | 29e - 31e | Élu pour terminer le mandat de Slidell. Réélu en 1846. Réélu en 1848. Retrait. | 1843–1853 |
| Louis St. Martin (en)           | Démocrate             | 4 mars 1851 - 3 mars 1853           | 32e | Élu en 1850. Retrait. | 1843–1853 |
| William Dunbar (en)             | Démocrate             | 4 mars 1853 - 3 mars 1855           | 33e | Élu en 1852. Perds sa réélection. | 1853–1863 Plaquemines et Saint Bernard, ainsi que la partie d'Orléans sur la rive droite du Fleuve Mississippi et sur la rive gauche (est) sous Canal Street dans la ville de La Nouvelle Orléans. |
| George Eustis Jr. (en)          | Know Nothing          | 4 mars 1855 - 3 mars 1859           | 34e - 35e | Élu en 1854. Réélu en 1856. Retrait. | 1853–1863 Plaquemines et Saint Bernard, ainsi que la partie d'Orléans sur la rive droite du Fleuve Mississippi et sur la rive gauche (est) sous Canal Street dans la ville de La Nouvelle Orléans. |
| J. E. Bouligny (en)             | Know Nothing          | 3 décembre 1859 - 3 mars 1861       | 36e | Élu en 1859. Il s'opposa à la Sécession de la Louisiane et resta à Washington D.C. durant la Guerre de Sécession. Il n'est jamais retourné en Louisiane. | 1853–1863 Plaquemines et Saint Bernard, ainsi que la partie d'Orléans sur la rive droite du Fleuve Mississippi et sur la rive gauche (est) sous Canal Street dans la ville de La Nouvelle Orléans. |
| Vacant                          | Vacant                | 4 mars 1861 - 3 décembre 1862       | 37e | Guerre de Sécession | 1853–1863 Plaquemines et Saint Bernard, ainsi que la partie d'Orléans sur la rive droite du Fleuve Mississippi et sur la rive gauche (est) sous Canal Street dans la ville de La Nouvelle Orléans. |
| Benjamin Flanders               | Unioniste             | 3 décembre 1862 - 3 mars 1863       | 37e | Élu en 1860. Retrait. | 1853–1863 Plaquemines et Saint Bernard, ainsi que la partie d'Orléans sur la rive droite du Fleuve Mississippi et sur la rive gauche (est) sous Canal Street dans la ville de La Nouvelle Orléans. |
| Vacant                          | Vacant                | 3 mars 1863 - 18 juillet 1868       | Guerre de Sécession, Louisiane sous occupation.                                                                                       | Guerre de Sécession, Louisiane sous occupation. | 1863–1873 |
| Jacob Hale Sypher (en)          | Républicain           | 18 juillet 1868 - 3 mars 1869       | 40e | Élu pour terminer le mandat vacant. Mandat expirant durant la contestation de l'élection. | 1863–1873 |
| Vacant                          | Vacant                | 3 mars 1869 - 7 novembre 1870       | Contestation de l'élection de Louis St. Martin et Jacob Hale Sypher, la Chambre a décidé qu'aucun des candidats ne méritait le siège. | Contestation de l'élection de Louis St. Martin et Jacob Hale Sypher, la Chambre a décidé qu'aucun des candidats ne méritait le siège. | 1863–1873 |
| Jacob Hale Sypher (en)          | Républicain           | 7 novembre 1870 - 3 mars 1875       | 41e - 43e | Élu pour terminer le mandat vacant. Réélu en 1870. Réélu en 1872. Perds sa réélection. | 1863–1873 |
| 1873–1883                       |                       |                                     | 41e - 43e | Élu pour terminer le mandat vacant. Réélu en 1870. Réélu en 1872. Perds sa réélection. | |
| Effingham Lawrence (en)         | Démocrate             | 3 mars 1875 - 3 mars 1875           | 43e | Réussi à contester l'élections de Sypher, puis se retire après un jour en poste (le plus court mandat jamais effectué à la Chambre des Représentants. | |
| Randall Lee Gibson (en)         | Démocrate             | 4 mars 1875 - 3 mars 1883           | 44e - 47e | Élu en 1874. Réélu en 1876. Réélu en 1878. Réélu en 1880. Retrait pour se présenter comme Sénateur des États-Unis. | |
| Carleton Hunt (en)              | Démocrate             | 4 mars 1883 - 3 mars 1885           | 48e | Élu en 1882. Retrait. | 1883–1893 |
| Louis St. Martin (en)           | Démocrate             | 4 mars 1885 - 3 mars 1887           | 49e | Élu en 1884. Retrait. | 1883–1893 |
| Theodore Stark Wilkinson (en)   | Démocrate             | 4 mars 1887 - 3 mars 1891           | 50e, 51e | Élu en 1886. Réélu en 1888. Retrait. | 1883–1893 |
| Adolph Meyer (en)               | Démocrate             | 4 mars 1891 - 8 mars 1908           | 52e - 60e | Élu en 1890. Réélu en 1892. Réélu en 1894. Réélu en 1896. Réélu en 1898. Réélu en 1900. Réélu en 1902. Réélu en 1904. Réélu en 1906. Décès. | 1883–1893 |
| 1893–1903                       |                       |                                     | 52e - 60e | Élu en 1890. Réélu en 1892. Réélu en 1894. Réélu en 1896. Réélu en 1898. Réélu en 1900. Réélu en 1902. Réélu en 1904. Réélu en 1906. Décès. | |
| 1903–1913                       |                       |                                     | 52e - 60e | Élu en 1890. Réélu en 1892. Réélu en 1894. Réélu en 1896. Réélu en 1898. Réélu en 1900. Réélu en 1902. Réélu en 1904. Réélu en 1906. Décès. | |
| Vacant                          | Vacant                | 8 mars 1908 - 3 novembre 1908       | 60e | | |
| Albert Estopinal (en)           | Démocrate             | 3 novembre 1908 - 28 avril 1919     | 60e - 66e | Élu pour terminer le mandat de Meyer. Réélu en 1910. Réélu en 1912. Réélu en 1914. Réélu en 1916. Réélu en 1918. Décès. | |
| 1913–1923                       |                       |                                     | 60e - 66e | Élu pour terminer le mandat de Meyer. Réélu en 1910. Réélu en 1912. Réélu en 1914. Réélu en 1916. Réélu en 1918. Décès. | |
| Vacant                          | Vacant                | 28 avril 1919 - 5 juin 1919         | 66e | | |
| James O'Connor (en)             | Démocrate             | 5 juin 1919 - 3 mars 1931           | 66e - 71e | Élu pour terminer le mandat d'Estopinal. Réélu en 1920. Réélu en 1922. Réélu en 1924. Réélu en 1926. Réélu en 1928. Perds sa renomination. | |
| 1923–1933                       |                       |                                     | 66e - 71e | Élu pour terminer le mandat d'Estopinal. Réélu en 1920. Réélu en 1922. Réélu en 1924. Réélu en 1926. Réélu en 1928. Perds sa renomination. | |
| Joachim O. Fernandez (en)       | Démocrate             | 4 mars 1931 - 3 janvier 1941        | 72e - 76e | Élu en 1930. Réélu en 1932. Réélu en 1934. Réélu en 1936. Réélu en 1938. Perds sa renomination. | |
| 1933–1943                       |                       |                                     | 72e - 76e | Élu en 1930. Réélu en 1932. Réélu en 1934. Réélu en 1936. Réélu en 1938. Perds sa renomination. | |
| Felix Edward Hébert (en)        | Démocrate             | 3 janvier 1941 - 3 janvier 1977     | 77e - 94e | Élu pour terminer le mandat de 1940. Réélu en 1942. Réélu en 1944. Réélu en 1946. Réélu en 1948. Réélu en 1950. Réélu en 1952. Réélu en 1954. Réélu en 1956. Réélu en 1958. Réélu en 1960. Réélu en 1962. Réélu en 1964. Réélu en 1966. Réélu en 1968. Réélu en 1970. Réélu en 1972. Réélu en 1974. | |
| 1943–1953                       |                       |                                     | 77e - 94e | Élu pour terminer le mandat de 1940. Réélu en 1942. Réélu en 1944. Réélu en 1946. Réélu en 1948. Réélu en 1950. Réélu en 1952. Réélu en 1954. Réélu en 1956. Réélu en 1958. Réélu en 1960. Réélu en 1962. Réélu en 1964. Réélu en 1966. Réélu en 1968. Réélu en 1970. Réélu en 1972. Réélu en 1974. | |
| 1953–1963                       |                       |                                     | 77e - 94e | Élu pour terminer le mandat de 1940. Réélu en 1942. Réélu en 1944. Réélu en 1946. Réélu en 1948. Réélu en 1950. Réélu en 1952. Réélu en 1954. Réélu en 1956. Réélu en 1958. Réélu en 1960. Réélu en 1962. Réélu en 1964. Réélu en 1966. Réélu en 1968. Réélu en 1970. Réélu en 1972. Réélu en 1974. | |
| 1963–1973                       |                       |                                     | 77e - 94e | Élu pour terminer le mandat de 1940. Réélu en 1942. Réélu en 1944. Réélu en 1946. Réélu en 1948. Réélu en 1950. Réélu en 1952. Réélu en 1954. Réélu en 1956. Réélu en 1958. Réélu en 1960. Réélu en 1962. Réélu en 1964. Réélu en 1966. Réélu en 1968. Réélu en 1970. Réélu en 1972. Réélu en 1974. | |
| 1973–1983                       |                       |                                     | 77e - 94e | Élu pour terminer le mandat de 1940. Réélu en 1942. Réélu en 1944. Réélu en 1946. Réélu en 1948. Réélu en 1950. Réélu en 1952. Réélu en 1954. Réélu en 1956. Réélu en 1958. Réélu en 1960. Réélu en 1962. Réélu en 1964. Réélu en 1966. Réélu en 1968. Réélu en 1970. Réélu en 1972. Réélu en 1974. | |
| Richard A. Tonry (en)           | Démocrate             | 3 janvier 1977 - 4 mai 1977         | 95e | Élu en 1976. Démissionne après une condamnation pour achat de vote. | |
| Vacant                          | Vacant                | 4 mai 1977 - 27 août 1977           | 95e | | |
| Bob Livingston                  | Républicain           | 27 août 1977 - 1er mars 1999        | 95e - 106e | Élu pour terminer le mandat de Tonry. Réélu en 1978. Réélu en 1980. Réélu en 1982. Réélu en 1984. Réélu en 1986. Réélu en 1988. Réélu en 1990. Réélu en 1992. Réélu en 1994. Réélu en 1996. Réélu en 1998. Démissionne à la suite de révélations sur une aventure extra-conjugale.                  | |
| 1983–1993                       |                       |                                     | 95e - 106e | Élu pour terminer le mandat de Tonry. Réélu en 1978. Réélu en 1980. Réélu en 1982. Réélu en 1984. Réélu en 1986. Réélu en 1988. Réélu en 1990. Réélu en 1992. Réélu en 1994. Réélu en 1996. Réélu en 1998. Démissionne à la suite de révélations sur une aventure extra-conjugale.                  | |
| 1993–2003                       |                       |                                     | 95e - 106e | Élu pour terminer le mandat de Tonry. Réélu en 1978. Réélu en 1980. Réélu en 1982. Réélu en 1984. Réélu en 1986. Réélu en 1988. Réélu en 1990. Réélu en 1992. Réélu en 1994. Réélu en 1996. Réélu en 1998. Démissionne à la suite de révélations sur une aventure extra-conjugale.                  | |
| Vacant                          | Vacant                | 2 mars 1999 - 29 mai 1999           | 108e | | |
| David Vitter                    | Républicain           | 29 mai 1999 - 3 janvier 2005        | 106e - 108e | Élu pour terminer le mandat de Livingston. Réélu en 2000. Réélu en 2002. Retrait pour se présenter comme Sénateur des États-Unis. | |
| David Vitter                    | Républicain           | 29 mai 1999 - 3 janvier 2005        | 106e - 108e | Élu pour terminer le mandat de Livingston. Réélu en 2000. Réélu en 2002. Retrait pour se présenter comme Sénateur des États-Unis. | 2003–2013 |
| Bobby Jindal                    | Républicain           | 3 janvier 2005 - 14 2008            | 109e, 110e | Élu en 2004. Réélu en 2006. Démissionne pour devenir Gouverneur de Louisiane. | |
| Vacant                          | Vacant                | 14 janvier 2008 - 7 mai 2008        | 110e | | |
| Steve Scalise                   | Républicain           | 7 mai 2008 - Présent                | 110e - 118e | Élu pour terminer le mandat de Jindal. Réélu en 2008. Réélu en 2010. Réélu en 2012. Réélu en 2014. Réélu en 2016. Réélu en 2018. Réélu en 2020. Réélu en 2022. | |
| Steve Scalise                   | Républicain           | 7 mai 2008 - Présent                | 110e - 118e | Élu pour terminer le mandat de Jindal. Réélu en 2008. Réélu en 2010. Réélu en 2012. Réélu en 2014. Réélu en 2016. Réélu en 2018. Réélu en 2020. Réélu en 2022. | 2013–2023 |
| Steve Scalise                   | Républicain           | 7 mai 2008 - Présent                | 110e - 118e | Élu pour terminer le mandat de Jindal. Réélu en 2008. Réélu en 2010. Réélu en 2012. Réélu en 2014. Réélu en 2016. Réélu en 2018. Réélu en 2020. Réélu en 2022. | 2023–Présent |

## Résultats des récentes élections
Voici les résultats des dix précédents cycles électoraux dans le district.

### 2004
| Élection de 2004 du 1er district congressionnel de la Louisiane | Élection de 2004 du 1er district congressionnel de la Louisiane | Élection de 2004 du 1er district congressionnel de la Louisiane | Élection de 2004 du 1er district congressionnel de la Louisiane | Élection de 2004 du 1er district congressionnel de la Louisiane |
| --------------------------------------------------------------- | --------------------------------------------------------------- | --------------------------------------------------------------- | --------------------------------------------------------------- | --------------------------------------------------------------- |
| Parti                                                           | Parti                                                           | Candidat                                                        | Votes                                                           | %                                                               |
|                                                                 | Républicain                                                     | Bobby Jindal                                                    | 225 708                                                         | 78,40                                                           |
|                                                                 | Démocrate                                                       | Roy Armstrong                                                   | 19 266                                                          | 6,69                                                            |
|                                                                 | Démocrate                                                       | Vinny Mendoza                                                   | 12 779                                                          | 4,44                                                            |
|                                                                 | Démocrate                                                       | Daniel Zimmerman                                                | 12 135                                                          | 4,22                                                            |
|                                                                 | Démocrate                                                       | Jerry Watts                                                     | 10 034                                                          | 3,49                                                            |
|                                                                 | Républicain                                                     | Mike Rogers                                                     | 7975                                                            | 2,77                                                            |
| Total des votes                                                 | Total des votes                                                 | Total des votes                                                 | 287 897                                                         | 100%                                                            |
|                                                                 | Les Républicains conservent                                     |                                                                 |                                                                 |                                                                 |

### 2006
| Élection de 2006 du 1er district congressionnel de la Louisiane | Élection de 2006 du 1er district congressionnel de la Louisiane | Élection de 2006 du 1er district congressionnel de la Louisiane | Élection de 2006 du 1er district congressionnel de la Louisiane | Élection de 2006 du 1er district congressionnel de la Louisiane |
| --------------------------------------------------------------- | --------------------------------------------------------------- | --------------------------------------------------------------- | --------------------------------------------------------------- | --------------------------------------------------------------- |
| Parti                                                           | Parti                                                           | Candidat                                                        | Votes                                                           | %                                                               |
|                                                                 | Républicain                                                     | Bobby Jindal (sortant)                                          | 130 508                                                         | 88,11                                                           |
|                                                                 | Démocrate                                                       | David Gereighty                                                 | 10 919                                                          | 7,37                                                            |
|                                                                 | Démocrate                                                       | Stacey Tallitsch                                                | 5025                                                            | 3,39                                                            |
|                                                                 | Libertarien                                                     | Peter L. Beary                                                  | 1676                                                            | 1,13                                                            |
| Total des votes                                                 | Total des votes                                                 | Total des votes                                                 | 148 128                                                         | 100%                                                            |
|                                                                 | Les Républicains conservent                                     |                                                                 |                                                                 |                                                                 |

### 2008
| Élection de 2008 du 1er district congressionnel de la Louisiane | Élection de 2008 du 1er district congressionnel de la Louisiane | Élection de 2008 du 1er district congressionnel de la Louisiane | Élection de 2008 du 1er district congressionnel de la Louisiane | Élection de 2008 du 1er district congressionnel de la Louisiane |
| --------------------------------------------------------------- | --------------------------------------------------------------- | --------------------------------------------------------------- | --------------------------------------------------------------- | --------------------------------------------------------------- |
| Parti                                                           | Parti                                                           | Candidat                                                        | Votes                                                           | %                                                               |
|                                                                 | Républicain                                                     | Steve Scalise                                                   | 33 867                                                          | 75,14                                                           |
|                                                                 | Démocrate                                                       | Gilda Reed                                                      | 10 142                                                          | 22,50                                                           |
|                                                                 | Indépendant                                                     | R.A. "Skip" Galan                                               | 786                                                             | 1,74                                                            |
|                                                                 | Indépendant                                                     | Anthony Gentile                                                 | 280                                                             | 0,62                                                            |
| Total des votes                                                 | Total des votes                                                 | Total des votes                                                 | 45 075                                                          | 100%                                                            |
|                                                                 | Les Républicains conservent                                     |                                                                 |                                                                 |                                                                 |

### 2010
| Élection de 2010 du 1er district congressionnel de la Louisiane | Élection de 2010 du 1er district congressionnel de la Louisiane | Élection de 2010 du 1er district congressionnel de la Louisiane | Élection de 2010 du 1er district congressionnel de la Louisiane | Élection de 2010 du 1er district congressionnel de la Louisiane |
| --------------------------------------------------------------- | --------------------------------------------------------------- | --------------------------------------------------------------- | --------------------------------------------------------------- | --------------------------------------------------------------- |
| Parti                                                           | Parti                                                           | Candidat                                                        | Votes                                                           | %                                                               |
|                                                                 | Républicain                                                     | Steve Scalise (sortant)                                         | 157 182                                                         | 78,52                                                           |
|                                                                 | Démocrate                                                       | Myron Katz                                                      | 38 416                                                          | 19,19                                                           |
|                                                                 | Indépendant                                                     | Arden Wells                                                     | 4578                                                            | 2,29                                                            |
| Total des votes                                                 | Total des votes                                                 | Total des votes                                                 | 200 176                                                         | 100%                                                            |
|                                                                 | Les Républicains conservent                                     |                                                                 |                                                                 |                                                                 |

### 2012
| Élection de 2012 du 1er district congressionnel de la Louisiane | Élection de 2012 du 1er district congressionnel de la Louisiane | Élection de 2012 du 1er district congressionnel de la Louisiane | Élection de 2012 du 1er district congressionnel de la Louisiane | Élection de 2012 du 1er district congressionnel de la Louisiane |
| --------------------------------------------------------------- | --------------------------------------------------------------- | --------------------------------------------------------------- | --------------------------------------------------------------- | --------------------------------------------------------------- |
| Parti                                                           | Parti                                                           | Candidat                                                        | Votes                                                           | %                                                               |
|                                                                 | Républicain                                                     | Steve Scalise (sortant)                                         | 193 496                                                         | 66,63                                                           |
|                                                                 | Démocrate                                                       | Vinny Mendoza                                                   | 61 703                                                          | 21,25                                                           |
|                                                                 | Républicain                                                     | Gary King                                                       | 24 844                                                          | 8,55                                                            |
|                                                                 | Indépendant                                                     | David Turknett                                                  | 6079                                                            | 2,09                                                            |
|                                                                 | Indépendant                                                     | Arden Wells                                                     | 4578                                                            | 1,48                                                            |
| Total des votes                                                 | Total des votes                                                 | Total des votes                                                 | 290 410                                                         | 100%                                                            |
|                                                                 | Les Républicains conservent                                     |                                                                 |                                                                 |                                                                 |

### 2014
| Élection de 2014 du 1er district congressionnel de la Louisiane | Élection de 2014 du 1er district congressionnel de la Louisiane | Élection de 2014 du 1er district congressionnel de la Louisiane | Élection de 2014 du 1er district congressionnel de la Louisiane | Élection de 2014 du 1er district congressionnel de la Louisiane |
| --------------------------------------------------------------- | --------------------------------------------------------------- | --------------------------------------------------------------- | --------------------------------------------------------------- | --------------------------------------------------------------- |
| Parti                                                           | Parti                                                           | Candidat                                                        | Votes                                                           | %                                                               |
|                                                                 | Républicain                                                     | Steve Scalise (sortant)                                         | 189 250                                                         | 77,56                                                           |
|                                                                 | Démocrate                                                       | Vinny Mendoza                                                   | 24 761                                                          | 10,15                                                           |
|                                                                 | Démocrate                                                       | Lee Dugas                                                       | 21 286                                                          | 8,72                                                            |
|                                                                 | Libertarien                                                     | Jeff Sanford                                                    | 8707                                                            | 3,57                                                            |
| Total des votes                                                 | Total des votes                                                 | Total des votes                                                 | 244 004                                                         | 100%                                                            |
|                                                                 | Les Républicains conservent                                     |                                                                 |                                                                 |                                                                 |

### 2016
| Élection de 2016 du 1er district congressionnel de la Louisiane | Élection de 2016 du 1er district congressionnel de la Louisiane | Élection de 2016 du 1er district congressionnel de la Louisiane | Élection de 2016 du 1er district congressionnel de la Louisiane | Élection de 2016 du 1er district congressionnel de la Louisiane |
| --------------------------------------------------------------- | --------------------------------------------------------------- | --------------------------------------------------------------- | --------------------------------------------------------------- | --------------------------------------------------------------- |
| Parti                                                           | Parti                                                           | Candidat                                                        | Votes                                                           | %                                                               |
|                                                                 | Républicain                                                     | Steve Scalise (sortant)                                         | 243 645                                                         | 74,56                                                           |
|                                                                 | Démocrate                                                       | Lee Ann Dugas                                                   | 41 840                                                          | 12,80                                                           |
|                                                                 | Démocrate                                                       | Danil Faust                                                     | 12 708                                                          | 3,89                                                            |
|                                                                 | Libertarien                                                     | Howard Kearney                                                  | 9405                                                            | 2,88                                                            |
|                                                                 | Démocrate                                                       | Joe Swider                                                      | 9237                                                            | 2,83                                                            |
|                                                                 | Vert                                                            | Eliot Barron                                                    | 6717                                                            | 2,06                                                            |
|                                                                 | Indépendant                                                     | Chuemal Yang                                                    | 3236                                                            | 0,99                                                            |
| Total des votes                                                 | Total des votes                                                 | Total des votes                                                 | 326 788                                                         | 100%                                                            |
|                                                                 | Les Républicains conservent                                     |                                                                 |                                                                 |                                                                 |

### 2018
| Élection de 2018 du 1er district congressionnel de la Louisiane | Élection de 2018 du 1er district congressionnel de la Louisiane | Élection de 2018 du 1er district congressionnel de la Louisiane | Élection de 2018 du 1er district congressionnel de la Louisiane | Élection de 2018 du 1er district congressionnel de la Louisiane |
| --------------------------------------------------------------- | --------------------------------------------------------------- | --------------------------------------------------------------- | --------------------------------------------------------------- | --------------------------------------------------------------- |
| Parti                                                           | Parti                                                           | Candidat                                                        | Votes                                                           | %                                                               |
|                                                                 | Républicain                                                     | Steve Scalise (sortant)                                         | 192 526                                                         | 71,5                                                            |
|                                                                 | Démocrate                                                       | Tammy Savoie                                                    | 44 262                                                          | 16,4                                                            |
|                                                                 | Démocrate                                                       | Lee Ann Dugas                                                   | 18 552                                                          | 6,9                                                             |
|                                                                 | Démocrate                                                       | Jim Francis                                                     | 8685                                                            | 3,2                                                             |
|                                                                 | Libertarien                                                     | Howard Kearney                                                  | 2806                                                            | 1,0                                                             |
|                                                                 | Indépendant                                                     | Frederick "Ferd" Jones                                          | 2442                                                            | 0,9                                                             |
| Total des votes                                                 | Total des votes                                                 | Total des votes                                                 | 269 325                                                         | 100%                                                            |
|                                                                 | Les Républicains conservent                                     |                                                                 |                                                                 |                                                                 |

### 2020
| Élection de 2020 du 1er district congressionnel de la Louisiane | Élection de 2020 du 1er district congressionnel de la Louisiane | Élection de 2020 du 1er district congressionnel de la Louisiane | Élection de 2020 du 1er district congressionnel de la Louisiane | Élection de 2020 du 1er district congressionnel de la Louisiane |
| --------------------------------------------------------------- | --------------------------------------------------------------- | --------------------------------------------------------------- | --------------------------------------------------------------- | --------------------------------------------------------------- |
| Parti                                                           | Parti                                                           | Candidat                                                        | Votes                                                           | %                                                               |
|                                                                 | Républicain                                                     | Steve Scalise (sortant)                                         | 270 330                                                         | 72,21                                                           |
|                                                                 | Démocrate                                                       | Lee Ann Dugas                                                   | 94 730                                                          | 25,30                                                           |
|                                                                 | Libertarien                                                     | Howard Kearney                                                  | 9309                                                            | 2,49                                                            |
| Total des votes                                                 | Total des votes                                                 | Total des votes                                                 | 374 369                                                         | 100%                                                            |
|                                                                 | Les Républicains conservent                                     |                                                                 |                                                                 |                                                                 |

### 2022
| Élection de 2022 du 1er district congressionnel de la Louisiane | Élection de 2022 du 1er district congressionnel de la Louisiane | Élection de 2022 du 1er district congressionnel de la Louisiane | Élection de 2022 du 1er district congressionnel de la Louisiane | Élection de 2022 du 1er district congressionnel de la Louisiane |
| --------------------------------------------------------------- | --------------------------------------------------------------- | --------------------------------------------------------------- | --------------------------------------------------------------- | --------------------------------------------------------------- |
| Parti                                                           | Parti                                                           | Candidat                                                        | Votes                                                           | %                                                               |
|                                                                 | Républicain                                                     | Steve Scalise (sortant)                                         | 177 670                                                         | 72,8                                                            |
|                                                                 | Démocrate                                                       | Katie Darling                                                   | 61 467                                                          | 25,2                                                            |
|                                                                 | Libertarien                                                     | Howard Kearney                                                  | 4907                                                            | 2,0                                                             |
| Total des votes                                                 | Total des votes                                                 | Total des votes                                                 | 244 044                                                         | 100%                                                            |
|                                                                 | Les Républicains conservent                                     |                                                                 |                                                                 |                                                                 |

### 2024
| Élection de 2024 du 1er district congressionnel de la Louisiane | Élection de 2024 du 1er district congressionnel de la Louisiane | Élection de 2024 du 1er district congressionnel de la Louisiane | Élection de 2024 du 1er district congressionnel de la Louisiane | Élection de 2024 du 1er district congressionnel de la Louisiane |
| --------------------------------------------------------------- | --------------------------------------------------------------- | --------------------------------------------------------------- | --------------------------------------------------------------- | --------------------------------------------------------------- |
| Parti                                                           | Parti                                                           | Candidat                                                        | Votes                                                           | %                                                               |
|                                                                 | Républicain                                                     | Steve Scalise (sortant)                                         | 238 842                                                         | 66,8                                                            |
|                                                                 | Démocrate                                                       | Mel Manuel                                                      | 85 911                                                          | 24,0                                                            |
|                                                                 | Républicain                                                     | Randall Arrington                                               | 17 856                                                          | 5,0                                                             |
|                                                                 | Républicain                                                     | Ross Shales                                                     | 8330                                                            | 2,3                                                             |
|                                                                 | Indépendant                                                     | Frankie Hyers                                                   | 6781                                                            | 1,9                                                             |
| Total des votes                                                 | Total des votes                                                 | Total des votes                                                 | 357 720                                                         | 100%                                                            |
|                                                                 | Les Républicains conservent                                     |                                                                 |                                                                 |                                                                 |